# Arantza Moreno
Arantza Moreno (Ermua, Vizcaya; 16 de enero de 1995) es una atleta española especializada en el lanzamiento de jabalina. En 2023 consiguió proclamarse por quinto año consecutivo campeona de España en su modalidad.

## Carrera deportiva
Comenzó en el mundo del deporte en el equipo municipal de Ermua de balonmano, donde llegó a jugar con sus dos hermanas. También profundizó en el atletismo de medio fondo, si bien una lesión complicó su continuidad en esta competición. Su cambio del balonmano a la parcela de lanzamiento de jabalina vino por el cambio ejercido por su ex entrenador Lolo García Feijoo, quien le aseveró que tenía "buen brazo" y que podía tener potencial en ese campo. Concluyó sus estudios del Grado en trabajo social en la Universidad de Deusto. En la actualidad reside en Pamplona y forma parte del Pamplona Atlético, después de pasar por las filas del equipo de atletismo del F. C. Barcelona.
Una de sus primeras competiciones a nivel internacional tuvo lugar en 2011, cuando participó en el Campeonato Mundial Juvenil de Atletismo que tuvo lugar en Lille (Francia), donde realizó un lanzamiento de 41,51 metros. Dos años después, en el Campeonato Europeo de Atletismo Sub-20 de Rieti (Italia) registraría una mejora de diez metros en sus marcas, alcanzando una quinta plaza con 52,70 metros.
Para 2014 se trasladaba a Eugene (Oregón), en los Estados Unidos, para competir en el Campeonato Mundial Junior de Atletismo donde alcanzó la octava posición y una marca de 52,08 metros. En 2015 mejoraba su registro copando una quinta plaza y 55,32 metros de lanzamiento en el Campeonato Europeo de Atletismo Sub-23 de Tallin (Estonia). En 2016, en la Copa Europea de Lanzamiento que tuvo lugar en Arad (Rumania) llegaba al podio con el bronce gracias a su marca de 54,75 metros.
En 2017, en Bydgoszcz (Polonia), en el Campeonato Europeo de Atletismo Sub-23 quedaba undécima (54,65 m.). Un año después, en 2018, en el Campeonato Europeo de Atletismo de Berlín no superaba la fase clasificatoria, quedando decimoctava en general, pese a conseguir uno de sus mejores registros, con 56,33 metros. No obstante, las malas sensaciones quedarían borradas semanas más tarde, cuando en el Campeonato Iberoamericano de Atletismo que se celebró en Trujillo (Perú) regresaba al podio acabando segunda y con un registro de 59,37 metros de distancia.
En los segundos Juegos Europeos celebrados en Minsk (Bielorrusia), en 2019, quedó decimocuarta, con una marca de 55,28 metros. Más adelante, en la Superliga del Campeonato Europeo de Atletismo por Equipos en Bydgoszcz (Polonia) quedaba a las puertas del medallero, con un cuarto lugar y 57,94 metros de registro. Dos años después, tras el impasse por la pandemia de coronavirus, en la siguiente edición del campeonato, que se celebró nuevamente en Polonia, aunque ahora en Chorzów, era sexta con 53,40 metros.
En 2022, en una nueva edición de la Copa Europea de Lanzamiento, en Leiria (Portugal), acababa octava, con 50,18 metros de lanzamiento. Seguidamente, en el Campeonato Europeo de Atletismo de Múnich no superaba su grupo clasificatorio, quedando octava en el mismo, pese a llevar otra marca notable, con 56,02 metros de registro. Al año siguiente, en 2023, en la Copa Europea de Lanzamiento mejoraba su marca respecto al año anterior, siendo sexta y con 56,04 metros (casi seis metros de mejora). Por último, en la nueva modalidad del Campeonato Europeo de Atletismo por Equipos, donde España pasaba a participar en la Primera División (sustituye a Superliga), era duodécima, con 51,02 metros.

## Resultados por competición

### Por temporada
| Representando a España | Representando a España                                         | Representando a España | Representando a España | Representando a España | Representando a España |
| ---------------------- | -------------------------------------------------------------- | ---------------------- | ---------------------- | ---------------------- | ---------------------- |
| Año                    | Competición                                                    | Lugar                  | Puesto                 | Marca (m.)             |                        |
| 2011                   | Campeonato Mundial Juvenil de Atletismo                        | Lille                  | 30ª (q)                | 41,51                  |                        |
| 2013                   | Campeonato Europeo de Atletismo Sub-20                         | Rieti                  | 5ª                     | 52,70                  |                        |
| 2014                   | Campeonato Mundial Junior de Atletismo                         | Eugene                 | 8ª                     | 52,08                  |                        |
| 2015                   | Campeonato Europeo de Atletismo Sub-23                         | Tallin                 | 5ª                     | 55,32                  |                        |
| 2016                   | Copa Europea de Lanzamiento                                    | Arad                   | 3ª                     | 54,75                  |                        |
| 2017                   | Campeonato Europeo de Atletismo Sub-23                         | Bydgoszcz              | 11ª                    | 54,65                  |                        |
| 2018                   | Campeonato Europeo de Atletismo                                | Berlín                 | 18ª (q)                | 56,33                  |                        |
| 2018                   | Campeonato Iberoamericano de Atletismo                         | Trujillo               | 2ª                     | 59,37                  |                        |
| 2019                   | Juegos Europeos                                                | Minsk                  | 14ª                    | 55,28                  |                        |
| 2019                   | Campeonato Europeo de Atletismo por Equipos - Superliga        | Bydgoszcz              | 4ª                     | 57,94                  |                        |
| 2021                   | Campeonato Europeo de Atletismo por Equipos - Superliga        | Chorzów                | 6ª                     | 53,40                  |                        |
| 2022                   | Copa Europea de Lanzamiento                                    | Leiria                 | 8ª                     | 50,18                  |                        |
| 2022                   | Campeonato Europeo de Atletismo                                | Múnich                 | 8ª (Q1)                | 56,02                  |                        |
| 2023                   | Copa Europea de Lanzamiento                                    | Leiria                 | 6ª                     | 56,04                  |                        |
| 2023                   | Campeonato Europeo de Atletismo por Equipos - Primera División | Chorzów                | 12ª                    | 51,02                  |                        |

### Mejores marcas
| Disciplina              | Marca    | Lugar                 | Fecha               |
| ----------------------- | -------- | --------------------- | ------------------- |
| Lanzamiento de jabalina | 59,69 m. | Castellón de la Plana | 11 de julio de 2018 |